# Реальгар
Реальгар, реальґар (англ. realgar; red arsenic; нім. Realgar m) — мінерал класу сульфідів, моносульфід арсену кільцевої будови. Синоніми: сірка рубінова, сандарагат та ін.

## Етимологія та історія
Назва реальґар (лат. Arsenicum rubrum) походить від арабського  «рахьял-чхар» / رهج الغار / rahǧ al-ġār / і означає «рудний порох, рудниковий пил», оскільки цей мінерал був видобутий із шахт.
Перший опис зробив шведський хімік, металург і мінералог Йохан Готшалк Валлеріус (1709-1785) у 1747 році. Тип місцевості не визначено, оскільки реальгар був відомий ще в давнину.

## Загальна характеристика
Хімічна формула: As4S4. Містить 70,1 % As. Входить до складу арсенових руд.
Сингонія моноклінна.
Призматичний вид.
Генезис: найчастіше - низькотемпературний гідротермальний жильний мінерал, пов’язаний з
мінерали As–Sb; також вулканічні сублімації та у відкладеннях гарячих джерел; в карбонаті та глинистих осадових породах.
Асоціація: аурипігмент, арсеноліт, інші арсенові мінерали, кальцит, барит.
Утворює грубо- та дрібнозернисті щільні агрегати, нальоти, кірки, землисті сипкі маси, призматичні кристали довж. до 5 см і їх друзи, вкрапленість.
Густина 3,5.
Твердість 1,5-2,0.
Колір оранжево-червоний.
Блиск смоляний.
Риса світло-рожева.
Злам злегка раковистий. Непрозорий. Розчиняється у царській горілці і гарячому їдкому натрі.

## Поширення
Зустрічається в гідротермальних родовищах разом з аурипігментом, часто — з антимонітом, кіновар’ю, мінералами свинцю; як правило в середньо- і низькотемпературних вулканогенних і телетермальних родовищах, згонах на стінках вулканічних кратерів, у сольфатарах і фумаролах.
Розповсюдження: Яхімов (Чехія), Карпати — Бая-Спріє і Секеримб (Трансільванія, Румунія), Алшар (Північна Македонія), Пуццолі (Італія), кантон Вале (Швейцарія), шт. Юта, Невада, Єллоустонський національний парк (США), Лухумі (Грузія), Республіка Саха (РФ), Шнеєберг, Саксонія і в Санкт-Андреасберг, гори Гарц (ФРН), провінція Хунань, Китай.
В Україні є на Керченському півострові, Донбасі, Закарпатті. 

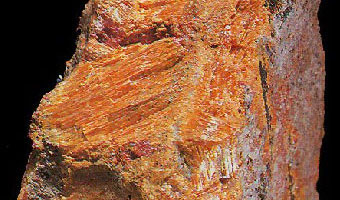
Зразок реальгару
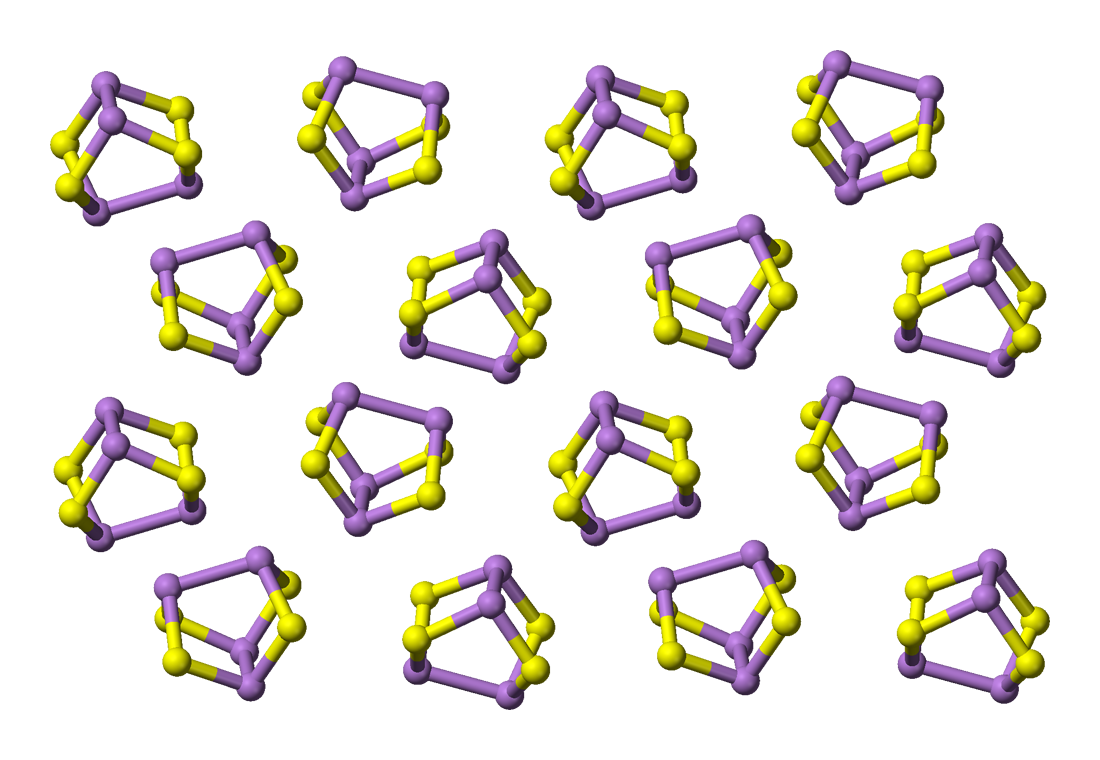
Структура кристалу реальгару
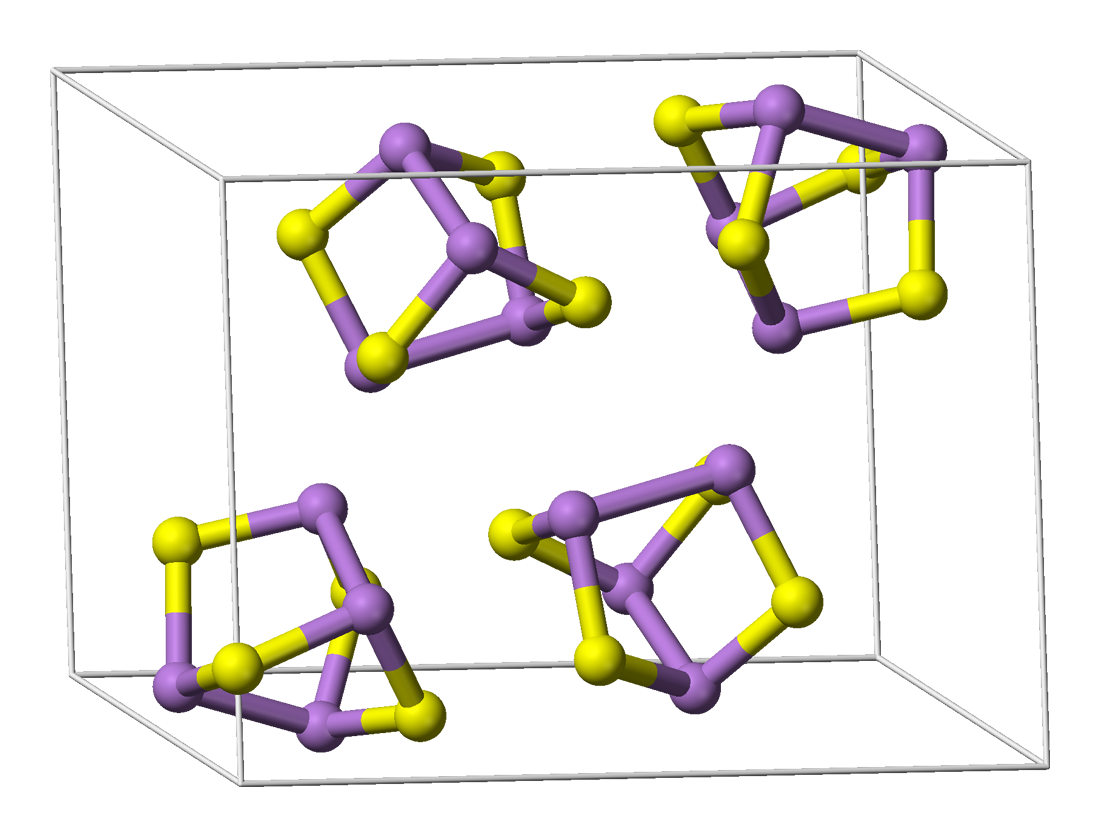
Кристалічна чарунка реальгару